# Maximino Teijeiro Fernández
Maximino Teijeiro Fernández (Monforte de Lemos, 1827-Santiago de Compostela, 1900) fue un médico, político y profesor español, senador en las Cortes de la Restauración.

## Biografía
Nació el 30 de septiembre de 1827 en la localidad lucense de Monforte de Lemos. Médico, fue catedrático de la Universidad de Santiago de Compostela, de la que desempeñó el cargo de rector. Ocupó también el cargo de senador, por la universidad anterior. Falleció el 5 de junio de 1900 en Santiago, a la edad de setenta y tres años.